# Dalvik虚拟机
Dalvik虚拟机，是Google等厂商合作开发的Android移动设备平台的核心组成部分之一。它可以支持已转换为.dex（即「Dalvik Executable」）格式的Java应用程序的运行。.dex格式是专为Dalvik设计的一种压缩格式，适合内存和处理器速度有限的系统。Dalvik由Dan Bornstein编写的，名字来源于他的祖先曾经居住过的小渔村達爾維克（Dalvík），位于冰島埃亚峡湾。
大多数虚拟机包括JVM都是一種堆疊機器，而Dalvik虚拟机则是寄存器机。两种架构各有优劣，一般而言，基于堆疊的机器需要更多指令，而基于寄存器的机器指令更长。
從Android 5.0版起，Android Runtime（ART）取代Dalvik成為系統內預設虛擬機。

## 架構
dx工具是一种用來轉換Java class成為DEX格式的工具。多個类被包含在一個dex文件之中。各個类中重複的字串和其他常數只在DEX中存放一次，以節省空間。Java字節碼（bytecode）被轉換成Dalvik虛擬機所使用的替代指令集。一個未壓縮dex文件通常稍小於一個已經壓縮的.jar檔。
安裝到行動設備之時，Dalvik可執行檔可能會被修改。為了獲得進一步优化，虚拟机可能會调整文件内部分数据的端序、内联一些函数和简单的结构体、并短路掉一些不必要的操作。
当Android启动时，Dalvik VM监视所有的程序（APK），并且创建依存关系树，为每个程序优化代码并存储在Dalvik缓存中。Dalvik第一次加载后会生成Cache文件，以提供下次快速加载，所以第一次會很慢。
Dalvik直譯器採用預先算好的Goto位址，每個指令对内存的访问都在64字节边界上对齊。這樣可以節省一個指令後進行查表的時間。為了強化功能, Dalvik還提供了快速翻译器（Fast Interpreter）。

## dx
dx是一套工具，可以將Java .class轉換成.dex格式。一個dex檔通常會有多個.class。由於dex有時必須進行优化，會使檔案大小增加1-4倍，以ODEX结尾。

## 差異
- Dalvik虚拟机早期并没有使用即时编译（JIT）技术。从Android 2.2开始，Dalvik虚拟机也支持JIT。
- Dalvik虚拟机有自己的字节码，並非使用Java字节码。
- Dalvik基于暫存器，而JVM基于堆疊。
- Dalvik VM透過Zygote進行類別的预加载，Zygote会完成虚拟机的初始化，也是與JVM不同之處。